# Boveglio
Template:GeoboxBoveglio è una frazione italiana di 141 abitanti. Si trova nella provincia di Lucca, nella regione Toscana, nel nord-ovest del paese, 270 km a nord-ovest di Roma, la capitale. Boveglio si trova ad un'altitudine di 700 metri sul livello del mare.
Il territorio intorno a Boveglio è prevalentemente montuoso-collinare, e nel sud-ovest è prevalentemente montuoso. 
Con una densità di popolazione di 58 persone per chilometro quadrato (1,1 mi), Boveglio è relativamente densamente popolato. La città più grande più vicina è Lucca, 17.6 km a sud-ovest di Boveglio. Boveglio è quasi interamente ricoperta da foresta decidua.
Il clima è umido e subtropicale. La temperatura media è di 12 °C. Il mese più caldo è luglio, (21°C), e gennaio il più freddo, (3°C). La piovosità media annua è di 1,280 millimetri (51 pollici). Il mese più piovoso è novembre, con 210 millimetri di pioggia, ed il più secco è agosto, con 38 millimetri. 
| Template:Climate chart |